# Крас (Бузет)
Крас (итал. Carse) је насељено место у Истарској жупанији, Република Хрватска. Административно је у саставу Града Бузета.

## Становништво
Према задњем попису становништва из 2001. године у насељу Крас живео је 21 становник који су живели у 7 породичних домаћинстава.
Кретање броја становника по пописима 1857—2001.
| година пописа  | 1857. | 1869. | 1880. | 1890. | 1900. | 1910. | 1921. | 1931. | 1948. | 1953. | 1961. | 1971. | 1981. | 1991. | 2001. |
| бр. становника | 0     | 0     | 91    | 67    | 95    | 98    | 0     | 0     | 93    | 93    | 76    | 50    | 30    | 27    | 21    |

Напомена:У 1857. и 1869. подаци су садржани у насељу Ерковчићи, а 1921. и 1931. у насељу Хум. Од 1880. до 1910. исказано као део насеља.